# Lasiurus egregius
Lasiurus egregius (Peters, 1870) è un pipistrello della famiglia dei Vespertilionidi diffuso in America centrale e meridionale.

## Descrizione

### Dimensioni
Pipistrello di medie dimensioni, con la lunghezza della testa e del corpo di 70 mm, la lunghezza dell'avambraccio tra 48 e 50 mm, la lunghezza della coda di 60 mm, la lunghezza del piede di 12 mm, la lunghezza delle orecchie di 20 mm e un peso fino a 20 g.

### Aspetto
La pelliccia è lunga e soffice. Le parti dorsali sono rossastre, con la parte centrale dei peli color crema, più marcata su quelli della testa e del collo e la base marrone scura, mentre le parti ventrali sono arancione brillante con la base dei peli scura. Il muso è appuntito e largo, dovuto alla presenza di due masse ghiandolari sui lati. Le orecchie sono lunghe, triangolari e con l'estremità smussata. Il trago è corto, stretto, dritto e con l'estremità arrotondata. Le membrane alari sono nerastre, leggermente ricoperte di peli in prossimità dei fianchi e attaccate posteriormente sui metatarsi. La coda è inclusa completamente nell'ampio uropatagio, il quale è quasi completamente ricoperto di peli. Il calcar è lungo e carenato.

## Biologia

### Alimentazione
Si nutre di insetti catturati in volo negli spazi aperti.

### Riproduzione
Una femmina gravida con due embrioni è stata catturata a febbraio a Panama.

## Distribuzione e habitat
Questa specie è diffuso a Panama, Guyana francese e negli stati brasiliani di Minas Gerais, Pará, Pernambuco, Santa Catarina e Rio Grande do Sul.
Vive nelle foreste mature secondarie miste a foreste tropicali.

## Conservazione
La IUCN Red List, considerato che questa specie è conosciuta soltanto attraverso pochi esemplari e ci sono poche informazioni circa la sua distribuzione, l'abbondanza l'ecologia e le minacce, classifica L.egregius come specie con dati insufficienti (DD).